# 배리 던
배리 던(Barrie Dunn, 1952년 6월 5일 ~ )은 캐나다의 변호사, 배우, 텔레비전 배우이다.

## 영화
- 아프칸 솔져스 (2011년)
- 트레일러 파크 보이스 - 카운트다운 투 리커 데이 (2009년)
- 트레일러 파크 보이스: 더 무비 (2006년)
- 트레일러 파크 보이스 크리스마스 스페셜 (2004년)
- 트레일러 파크 보이스 - 시리즈 (2001년)